# Neustadtscontrescarpe

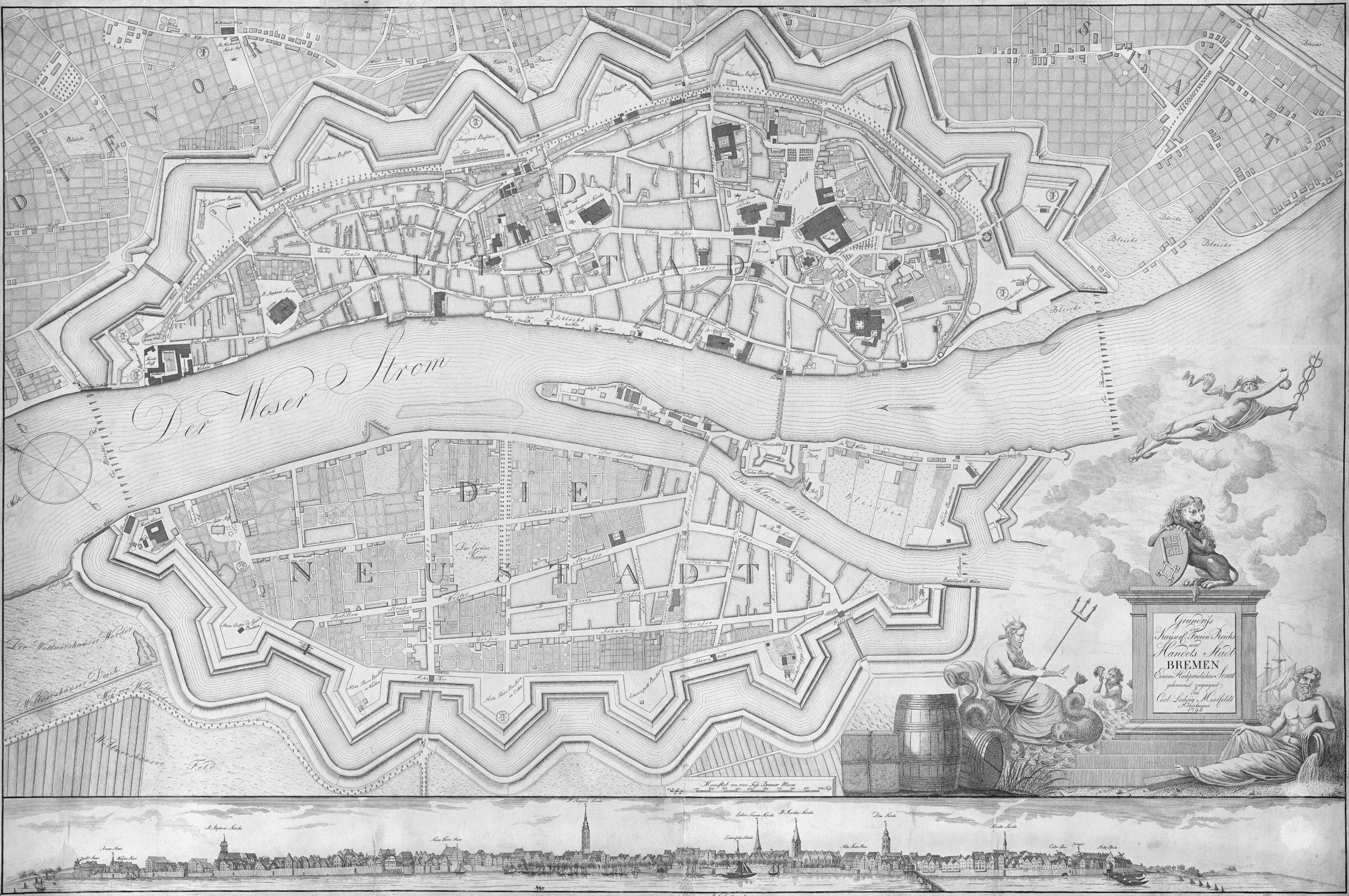
Murtfeldtplan von 1796: Unten die Alte Neustadt, ganz unten die Neustadtscontrescarpe

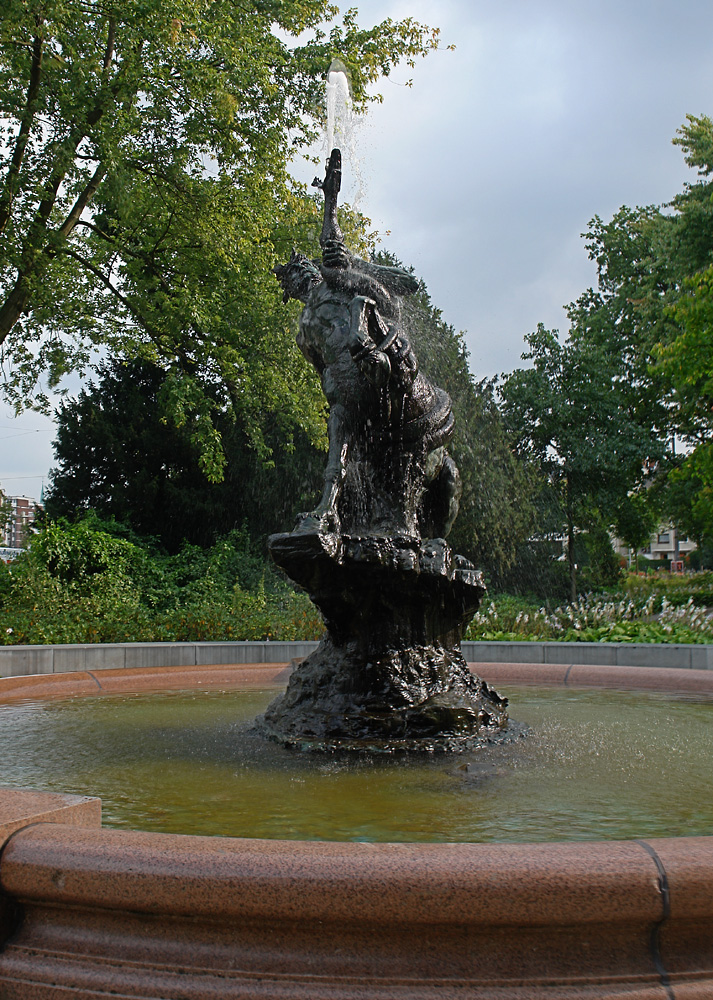
Centaurenbrunnen

Die Neustadtscontrescarpe ist eine historische Straße in Bremen Stadtteil Neustadt, Ortsteile Alte Neustadt, Hohentor und Neustadt. Sie führt zunächst in Südrichtung dann in Nord-West-Richtung von der Osterstraße zur Hohentorstraße und Woltmershauser Allee um die Neustadtswallanlagen.
Sie gliedert sich in die Teilbereiche
- Buntentorsteinweg bis Friedrich-Ebert-Straße,
- Friedrich-Ebert-Straße bis Langemarckstraße und
- Langemarckstraße bis Woltmershauser Allee.

Die Querstraßen und Anschlussstraßen wurden oft benannt nach Philosophen (Philosophenviertel) und Flussnamen (Flüsseviertel) u. a. als Osterstraße nach der Himmelsrichtung bezogen auf die Brautstraße, Buntentorsteinweg (s. dort), Hermannstraße (1873) nach dem Grundstückseigner Hermann Rasing, Kantstraße nach Immanuel Kant, Hegelstraße nach Hegel, Friedrich-Ebert-Straße (von um 1914) nach dem Politiker (SPD) und ersten Reichspräsidenten, Bachstraße nach dem Komponisten Bach, Delmestraße, Schulstraße seit 1868 nach der 1944 zerstörten Bulthauptschule (davor Beim Schwarzen Pott), Rheinstraße, Moselstraße, Langemarckstraße 1937 nach dem Ort Langemark in der belgischen Provinz Westflandern, wo 1914 die Erste Flandernschlacht stattfand, Friedrich-Wilhelm-Straße nach Kaiser Friedrich III., Hohentorstraße und Hohentorsheerstraße nach dem Hohentor von um 1620 bis 1823, Woltmershauser Allee, die nach Woltmershausen führt, aber heute keine Allee mehr ist; ansonsten siehe beim Link zu den Straßen.

## Geschichte

### Name
Benannt ist die Straße nach der Lage an der Bremer Stadtbefestigung in der Neustadt von 1623 bis 1627 mit dem Neustadtswall (innen), einem Graben und dem Contrescarpe (außen), als einer gegenüberliegenden Grabenbegrenzung, begleitet von einem Weg.

### Entwicklung
Die Alte Neustadt wurde als planmäßige Stadterweiterung im 17. Jahrhundert auf der linken Weserseite angelegt und mit Befestigungsanlagen umgeben. Die Befestigungsanlage von 1623/27 wurde ab 1805 abgetragen. Das Gebiet der Alten Neustadt war zunächst nur sehr dünn besiedelt.
Die Neustadtswallanlagen sollten nun eher als Bauland dienen. Im westlichen Teil entstand eine einfache landschaftliche Anlage, die übrigen Bereiche waren Gartenland. Seit 1815 wurden – im Gegensatz zu den Bremer Wallanlagen auf der privilegierten rechten Weserseite – zunehmend Flächen durch Gebäude und Verkehrsflächen in Anspruch genommen. Ab der Mitte des 19. Jahrhunderts nahm die Bebauung an der Straße stark zu. Es entstanden die Kasernen am Hohentor und ab 1866 die Neustadtskasernen an der Neustadtscontrescarpe für das Bremer Stadtmilitär. Es folgten weitere Wohnhäuser, zwei Schulen, ein Krankenhausbau, das Hallenbad Süd und die Erweiterung der Hochschule Bremen. Bis 1903 wurde der Stadtgraben zugeschüttet. Erst spät wurde der Wert der Grünanlage für die Bevölkerung in der Neustadt erkannt.
Die Luftangriffe 1944/45 vernichteten Teile der Alten Neustadt; diese Straße war teilweise betroffen. 1951/52 kam der Hohentorspark. Der Centaurenbrunnen stand 1891 an der Schwachhauser Heerstraße. Er wurde 1958 in die Grünanlage nahe dem Leibnizplatz versetzt. Der Umweltbetrieb Bremen nahm ab 1998 bis 2007 umfangreiche Sanierungen der 16 Hektar großen Parkanlage vor.

### Verkehr
Die Straßenbahn Bremen tangiert die Straße durch die Linie 4 (Lilienthal – Domsheide – Arsten) am Buntentorsteinweg. Sie durchkreuzt die Straße an der Friedrich-Ebert-Straße mit der Linie 6 (Universität – Flughafen) und an der Langemarckstraße mit der Linien 1 (Huchting – Am Brill – Mahndorf) und Linie 8 (Huchting – Domsheide – Kulenkampffallee).
Im Nahverkehr in Bremen tangieren die Buslinien 26 (Huckelriede – Walle), 27 (Huckelriede – Findorff/Weidedamm) und 63 (Hauptbahnhof ↔ Güterverkehrszentrum (GVZ)) die Straße an der Langemarckstraße.

## Gebäude, Anlagen
An der Straße befinden sich u. a. drei- bis viergeschossige Nachkriegsbauten.
Bremer Baudenkmale
- Zentaurenbrunnen (Bremen) des Bildhauers August Sommer von 1891; 1958 zum Leibnizplatz versetzt[1]
- Nr. 49/51 Ecke Schulstraße 11: 3-gesch. Kaserne IV des Infanterieregiments Bremen um 1890[2], heute Teil der Schule am Leibnizplatz

Erwähnenswerte Gebäude und Anlagen
- Nr. 4: 5-gesch. modernes Wohnhaus
- Nr. 6: 4-gesch. verklinkertes Wohnhaus der 1970er Jahre
- Nr. 10 bis 14: 4-gesch. verputzte Wohnhäuser
- Nr. 81/83: 4-gesch. Wohn- und Geschäftshäuser
- N2. 22 bis 36: 2- bis 3-gesch. Wohnhäuser
- Nr : Nr. 44 und Ecke Friedrich-Ebert-Straße 101: 3-gesch. neoklassizistischer Putzbau mit Walmdächern von um 1900. Hier war bis um 1973 der Firmensitz der Gebrüder Sie. Seit 1974 waren im nunmehr August-Hagedorn-Haus die Stadtteilbibliothek Neustadt (bis 2004), das Amt für Beiratsangelegenheiten Süd, später Ortsamt Neustadt/Woltmershausen (bis um 1988) und das Amt für (Familienhilfe und) Soziale Dienste, Abteilung Süd (bis um 1980) untergebracht. Nach Umbauten wird seit 2010/11 der Gebäudekomplex u. a. als Zentrum des SOS-Kinderdorfes Bremen und wieder vom Ortsamt genutzt. Weiterhin befinden sich nun mehrere Wohnungen im Haus.
- Zwischen Schul- und Delmestraße, parkseitig: Hallenbad Süd, auch Südbad genannt, von 1970 nach Plänen von Carl Rotermund und Walter Sommer
- Nr. 46 bis 88, zwischen Bach- und Delmestraße: Zumeist 3-gesch. traufständige Wohnhäuser
- Zwischen Delme- und Langemarckstraße, parkseitig: Hochschule Bremen mit dem 7-gesch. E-trakt für Elektrotechnik und Informatik aus den 1960er Jahren und dem M-Trakt von 1906 nach Plänen der Hochbauinspektion unter der Leitung von Architekt Hugo Weber, umgebaut bis 2002 nach den Plänen von Wolfram Dahms und Frank Sieder
  - Nr. 68: 2-gesch. Bremer Giebelhaus
  - Nr. 70: 2-gesch. Bremer Haus mit barockisierendem Giebelteil
  - Nr. 74: 2-gesch. Bremer Haus mit barockisierendem 3-gesch. Giebelteil
  - Nr. 76: 2-gesch. verputztes Bremer Haus mit seitlichem Giebelrisalit mit prägender Giebelspitze
  - Nr. 88: 4-gesch. großes Wohn- und Geschäftshaus aus den 1970/80er Jahren mit der Traufe an der Delmestraße
- Nr. 92 bis 138 zwischen Delme- und Rheinstraße: 3-gesch. traufständige Wohnhäuser, teils Bremer Häuser
  - Nr. 128 : 4-gesch. modernes, verglastes Wohnhaus

Geschäftshäuser
- Nr. 140: 2-gesch. verputztes Bremer Haus mit Erker
- Nr. 142: 2-gesch. verputztes Bremer Haus
- Nr. 154/156: Zwei 2-gesch. verputzte Bremer Hauser mit Erker
- Ecke Langemarckstraße 118: 3-gesch. Wohn- und Geschäftshaus mit Apotheke
- Nr. 166 Ecke Langemarckstraße 119: 3-gesch. Wohn- und Geschäftshaus mit Gaststätte
- Zwischen Langemarckstraße und Hohentorstraße: Justitiapark der Neustadtswallanlagen

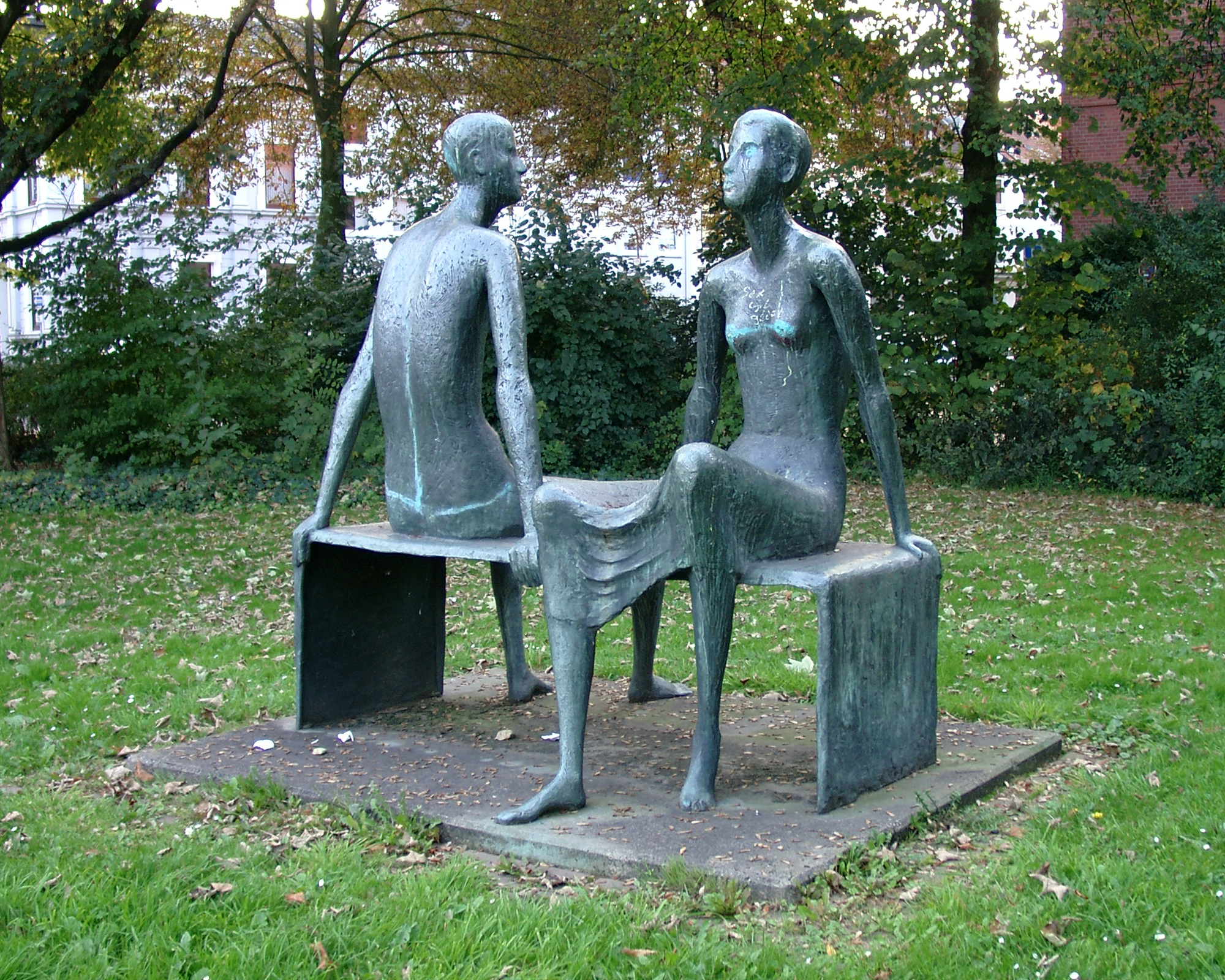
Sitzendes Paar

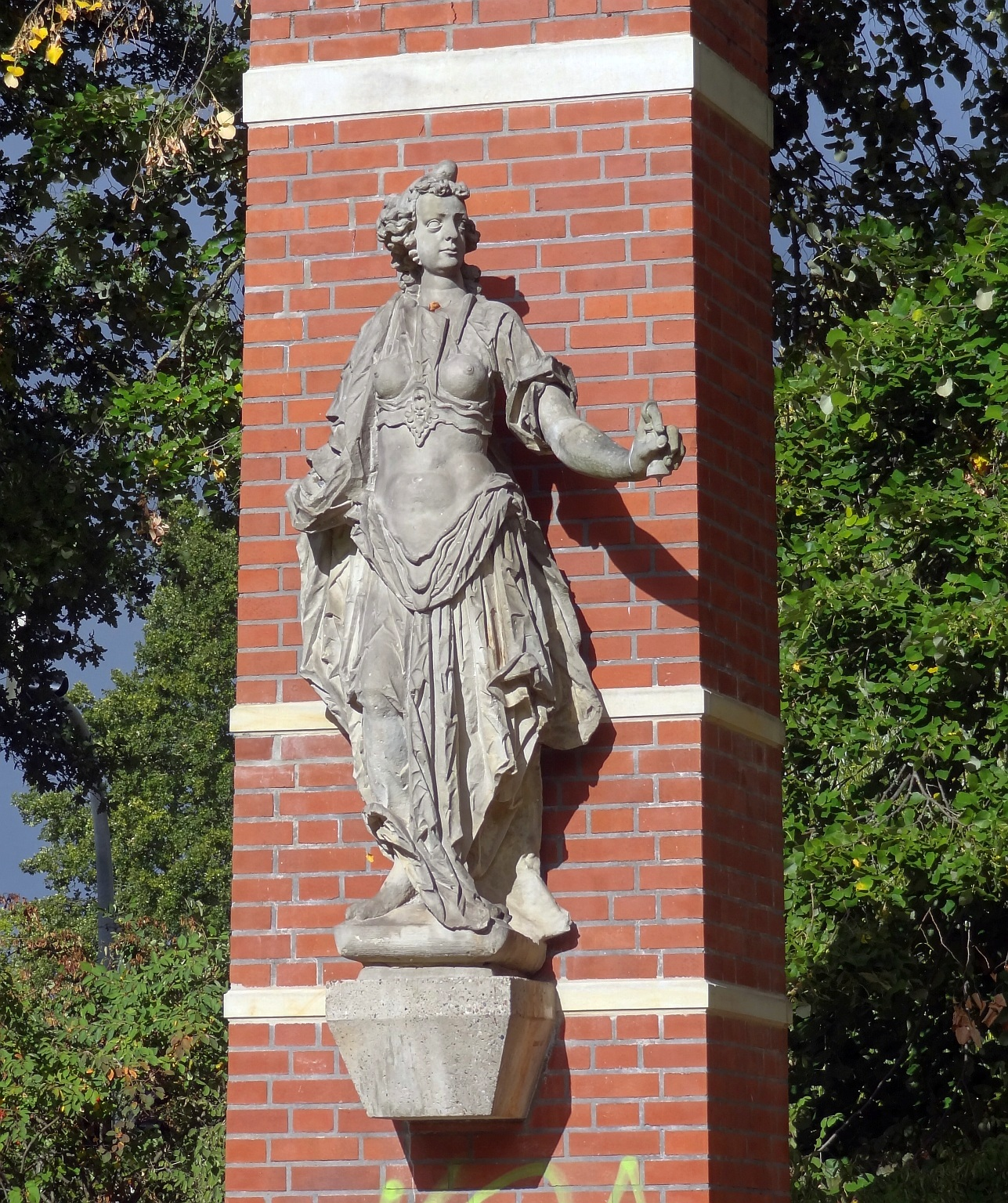
Skulptur Justitia

### Kunstobjekte, Gedenktafeln
- Zentaurenbrunnen siehe oben
- Bronzene Skulptur Sitzendes Paar Schulstraße Ecke Neustadtscontrescarpe von 1973, Entwurf Alice Peters
- Justitia von 1973 im Justitiapark; die Skulptur stammt vom 1823 abgerissenen Hohentor und wurde möglicherweise bereits im 17. Jh. geschaffen, rechter Unterarm und Waage gingen verloren[3]
- Stolpersteine für die Opfer des Nationalsozialismus gemäß der Liste der Stolpersteine in Bremen:
  - Nr. 24 für Karl Schwager (1894–1942), ermordet im KZ Mauthausen